# Charte communautaire des droits sociaux fondamentaux des travailleurs
Ne doit pas être confondu avec Charte des droits fondamentaux de l'Union européenne.
La Charte communautaire des droits sociaux fondamentaux des travailleurs est une charte de l'Union européenne. Elle a été adoptée le 9 décembre 1989 lors du Conseil européen de Strasbourg. Elle a été signée par les chefs d'État ou de gouvernement de onze des États membres de l'époque ; le Royaume-Uni, qui était dirigé par Margaret Thatcher, a refusé de signer la charte, ce qui eut pour conséquence de ne pas la rendre juridiquement contraignante. Néanmoins, en 1998, le Royaume-Uni l'a ratifiée.

## Contexte de l'adoption
En 1986, l'acte unique européen mentionne l'importance des « droits fondamentaux reconnus dans les constitutions et lois des États membres, dans la convention de sauvegarde des droits de l'homme et des libertés fondamentales et dans la charte sociale européenne, notamment la liberté, l'égalité et la justice sociale ».
Le 9 mai 1989, l'assemblée parlementaire du Conseil de l'Europe appelle les institutions de la communauté européenne à adhérer à la charte sociale européenne.
Cependant, le Conseil européen a préféré se doter d'une charte spécifique, la Charte communautaire des droits sociaux fondamentaux des travailleurs, afin de montrer de manière plus spectaculaire son attachement aux droits sociaux.

## Valeur
Bien que dépourvue de force contraignante, la charte communautaire des droits sociaux fondamentaux des travailleurs est mentionnée à l'article 151 du TFUE : " L'Union et les États membres, conscients des droits sociaux fondamentaux, tels que ceux énoncés dans la Charte sociale européenne signée à Turin le 18 octobre 1961 et dans la Charte communautaire des droits sociaux fondamentaux des travailleurs de 1989, etc.. 
À cette fin, l’Union et les États membres mettent en œuvre des mesures qui tiennent compte de la diversité des pratiques nationales, en particulier dans le domaine des relations conventionnelles, ainsi que de la nécessité de maintenir la compétitivité de l’économie de l’Union. Ils estiment qu’une telle évolution résultera tant du fonctionnement du marché intérieur, qui favorisera l’harmonisation des systèmes sociaux, que des procédures prévues par les traités et du rapprochement des dispositions législatives, réglementaires et administratives."[réf. nécessaire]
La Cour de justice de l'Union européenne s'inspire de cette charte dans sa jurisprudence.

## Sources